# Letis maculicollis
Letis maculicollis là một loài bướm đêm trong họ Erebidae.